# Szary Żleb (Małołączniak)

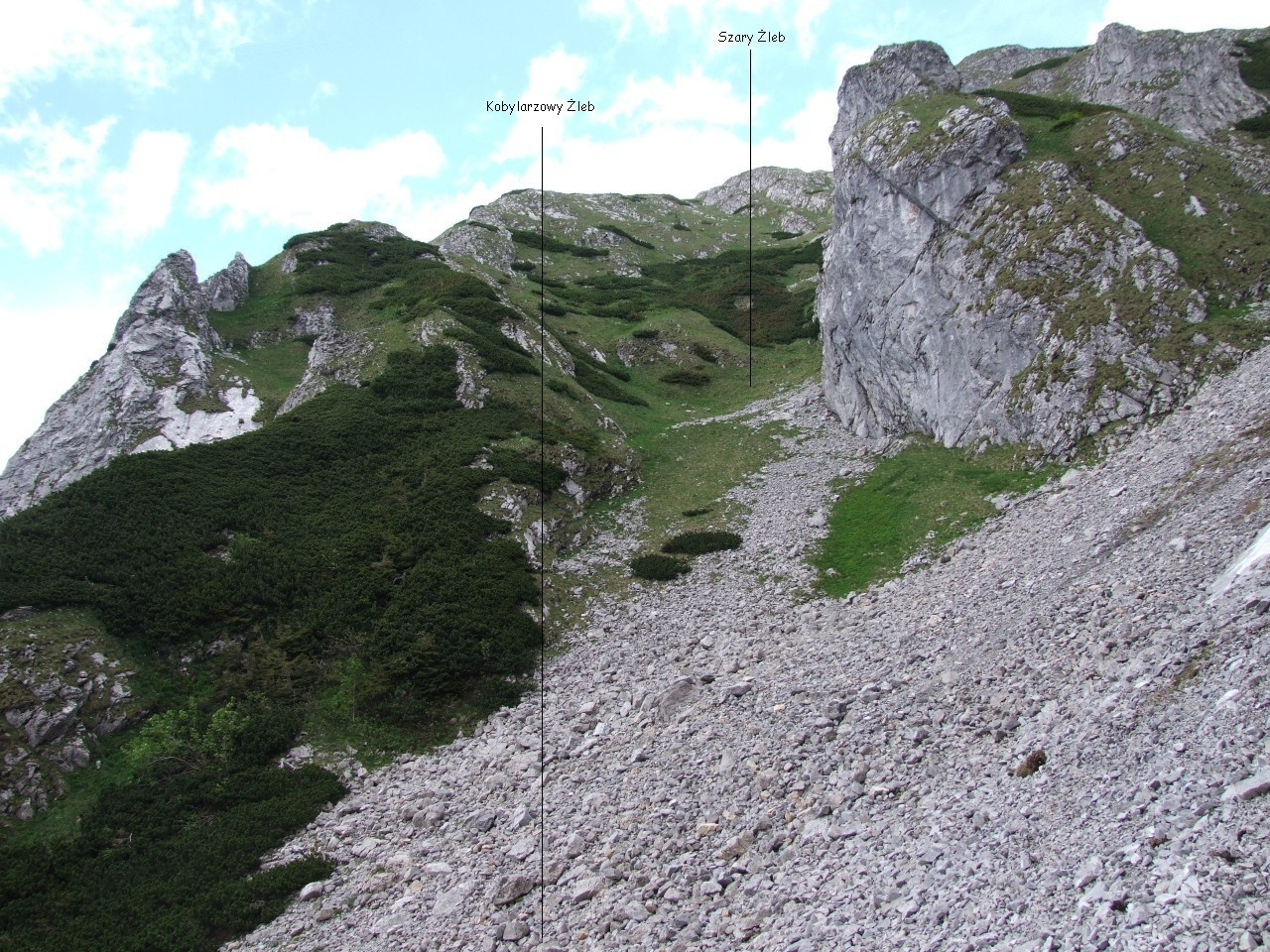
Szary Żleb, widok z Kobylarzowego Żlebu

Szary Żleb – nieduży żleb w masywie Małołączniaka w Tatrach Zachodnich. Opada ze Skrajnej Małołąckiej Turni w kierunku południowo-zachodnim do Kobylarzowego Żlebu (jest jego odgałęzieniem).
Szary Żleb obramowany jest dwoma skalisto-trawiastymi grzędami Skrajnej Małołąckiej Turni. Orograficznie prawa, oddzielająca go od Kobylarzowego Zachodu jest od strony Szarego Żlebu niska (jej wysokość nie przekracza 10 m) i łatwa do pokonania. Jest to Kobylarzowy Mur. W górnej części dość szerokie i głębokie koryto Szarego Żlebu kończy się pod urwiskiem Skrajnej Małołąckiej Turni, ale można na jej grań z Szarego Żlebu bez trudności wejść stromym trawiastym żlebkiem. Obecnie jednak jest to rejon niedostępny dla turystów i taterników (obszar ochrony ścisłej Wantule, Wyżnia Mała Łąka). Lewa grzęda ograniczająca Kobylarzowy Żleb kończy się Lesistą Kazalnicą.
Dno Szarego Żlebu jest piarżysto-trawiaste, obrzeża nieco porośnięte kosodrzewiną, wylot do Kobylarzowego Żlebu podsypany piargami.
W żlebie znajduje się kilka jaskiń, m.in. Dziurka w Trawce i Kobylarzowa Szczelina.